# Euplexia euarmosta
Euplexia euarmosta är en fjärilsart som beskrevs av Turner 1911. Euplexia euarmosta ingår i släktet Euplexia och familjen nattflyn. Inga underarter finns listade i Catalogue of Life.